# Portada/efemèride maig 1
Estadi del Barcelona Sporting Club de Guayaquil.
« 30 d'abril · 1 de maig · 2 de maig »